# 슈퍼볼 LII

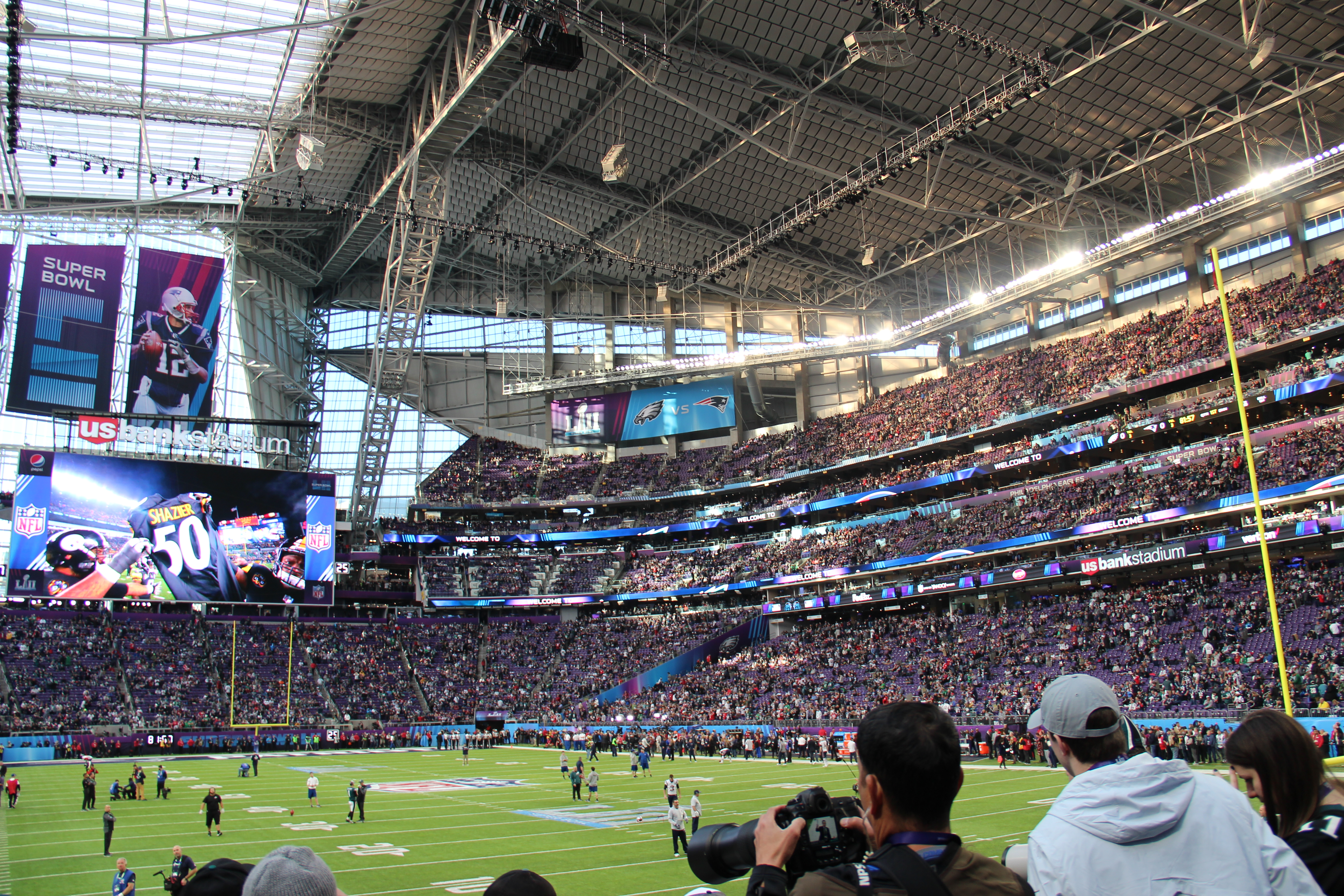
제52회 슈퍼볼 경기 킥오프 전 U.S. 뱅크 스타디움

슈퍼볼 LII는 2018년 2월 4일 열린 제52회 슈퍼볼 경기로, 미국 미네소타주 미니애폴리스에 위치한 U.S. 뱅크 스타디움에서 내셔널 풋볼 콘퍼런스 챔피언 필라델피아 이글스와 아메리칸 풋볼 콘퍼런스 챔피언 뉴잉글랜드 패트리어츠가 맞붙었다. 두 팀은 패트리어츠가 24 대 21로 승리하여 슈퍼볼 우승컵을 거머쥔 2005년 슈퍼볼 XXXIX 이후 13년만에 슈퍼볼에서 다시 만나게 되었다. 경기 결과, 이글스가 패트리어츠에 41 대 33으로 승리하여, 리턴 매치 복수전에 성공하고 팀 역사상 최초로 슈퍼볼 우승을 하였다.
경기 전 미국의 국가는 핑크가 불렀으며, 슈퍼볼 하프타임 쇼는 저스틴 팀버레이크가 공연하였다.